# Lungi Ngidi
Lungisani True-man Ngidi (* 29. März 1993 in Durban, Südafrika) ist ein südafrikanischer Cricketspieler, der seit 2017 für die südafrikanische Nationalmannschaft spielt.

## Kindheit und Ausbildung
Ngidi wuchs in Kloof in Durban auf und gewann ein Stipendium für das Hilton College. Neben Cricket spielte er zu der Zeit Rugby und war als Schwimmer aktiv. Er spielte in der U19-Mannschaft von Kwa-Zulu Natal und wurde dort von den Northerns entdeckt. Sie überzeugten ihn zum Wechsel und er besuchte die University of Pretoria.

## Aktive Karriere
Bei den Northerns konnte er sich vor allem im Twenty20 etablieren und nach einer guten Saison wurde er bei den Titans aufgenommen, denen er dabei half die Titel des Twenty20-Wettbewerbes der Saisons 2015/16 und 2016/17 zu gewinnen. Sein Debüt in der Nationalmannschaft gab in den Twenty20s der Tour gegen Sri Lanka im Januar 2017. In seinem ersten Spiel erreichte er 2 Wickets für 12 Runs und wurde als Spieler des Spiels ausgezeichnet. Im zweiten Spiel der Serie konnte er dann 4 Wickets für 19 Runs erreichen. Ein Jahr später absolvierte er auf der Tour gegen Indien sein Debüt im Test- und ODI-Cricket. In seinem ersten Test konnte er mit 6 Wickets für 39 Runs überzeugen und wurde als Spieler des Spiels ausgezeichnet. In der ODI-Serie konnte er im dritten Spiel 4 Wickets für 51 Runs erzielen. Im März 2018 konnte er bei der Tour gegen Australien im zweiten Test 3 Wickets für 51 Runs erreichen. Bei der Tour in Sri Lanka im August 2018 erreichte er in den ODIs einmal vier (4/57) und einmal drei Wickets (3/50). Auf der folgenden Tour gegen Simbabwe erreichte er im ersten ODI 3 Wickets für 19 Runs und wurde als Spieler des Spiels ausgezeichnet. Im Twenty20 der Tour in Australien im November 2018 zog er sich beim Fielding eine Knieverletzung zu, die ihn drei Monate pausieren ließ.
Im März 2019 erzielte er bei der Tour gegen Sri Lanka 3 Wickets für 60 Runs. Diese Leistungen führten zu seiner Nominierung für den Cricket World Cup 2019. Hier konnte er gegen England 3 Wickets für 66 Runs und gegen Pakistan 3 Wickets für 64 Runs erzielen, was jedoch in beiden Fällen nicht zum Sieg reichte. Auch hatte er während des Turniers mit Verletzungen zu kämpfen. Zu Beginn des Jahres 2020 kam England nach Südafrika und er verpasste die Tests auf Grund einer Oberschenkelverletzung. Im dritten ODI gelangen ihm 3 Wickets für 63 Runs und auch in der Twenty20-Serie konnte er zwei Mal 3 Wickets erreichen. Daraufhin folgte eine Tour gegen Australien, bei der er im ersten ODI 3 Wickets für 30 Runs und im zweiten 6 Wickets für 58 Runs erreichte und für letzteres als Spieler des Spiels ausgezeichnet wurde. Im zweiten Twenty20 der Tour folgten dann noch einmal 3 Wickets für 41 Runs. Im Juli 2020 wurde er bei einer Pressekonferenz nach einem Spiel gefragt wie er über die Ereignisse in den USA über Black Lives Matter denke, worauf er antwortete, dass es etwas sei, was man im Team adressieren und ernst nehmen müsse. Dies brachte ihm in der angespannten Situation Kritik von ehemaligen weißen Spielern ein, die auf die Angriffe auf weiße Farmer in Südafrika verwiesen. Dies führte zu Diskussionen über die weiterhin existierenden Probleme der Schwarzen im südafrikanischen Cricket und sorgte für Unterstützung von Fürsprechern.
Im Januar 2021 erreichte er im zweiten Test der Tour gegen Sri Lanka 4 Wickets für 44 Runs und sicherte so den Sieg. In der Saison 2021 gelang ihm beim ersten Test der Tour in den West Indies ein Five-for über 5 Wickets für 19 Runs. Im weiteren Verlauf der Tour konnte er im fünften Twenty20 3 Wickets für 32 Runs erzielen und ermöglichte so den Seriensieg. Zwar wurde er für den ICC Men’s T20 World Cup 2021 nominiert, jedoch bestritt er dort kein Spiel. Bei der Tour gegen Indien zum Jahreswechsel 2021/22 konnte er im ersten Test 6 Wickets für 71 Runs und in den beiden weiteren zwei Mal drei Wickets (3/43 und 3/21) erreichen. Auch in der ODI Serie gelangen ihm 3 Wickets für 32 Runs im dritten Spiel.